# ペット・ショップ・ボーイズ
ペット・ショップ・ボーイズ（英語: Pet Shop Boys）は、ニール・テナントとクリス・ロウで構成されるイギリスのシンセポップ・デュオ。1981年にロンドンで結成され、2018年11月時点で全世界で5000万枚の売り上げを記録している。『ギネスブックオブレコーズ』（1999年版）に「イギリスの音楽史で最も成功したデュオ」として登録された。代表曲に「ウエスト・エンド・ガールズ」「哀しみの天使」「オールウェイズ・オン・マイ・マインド」「とどかぬ想い」「ドミノ・ダンシング」「ビーイング・ボアリング」「 ゴー・ウェスト」「ニューヨーク・シティ・ボーイ」「ホーム・アンド・ドライ」「アイム・ウィズ・ステューピッド」「ラヴ・エトセトラ」など多数。

## 来歴

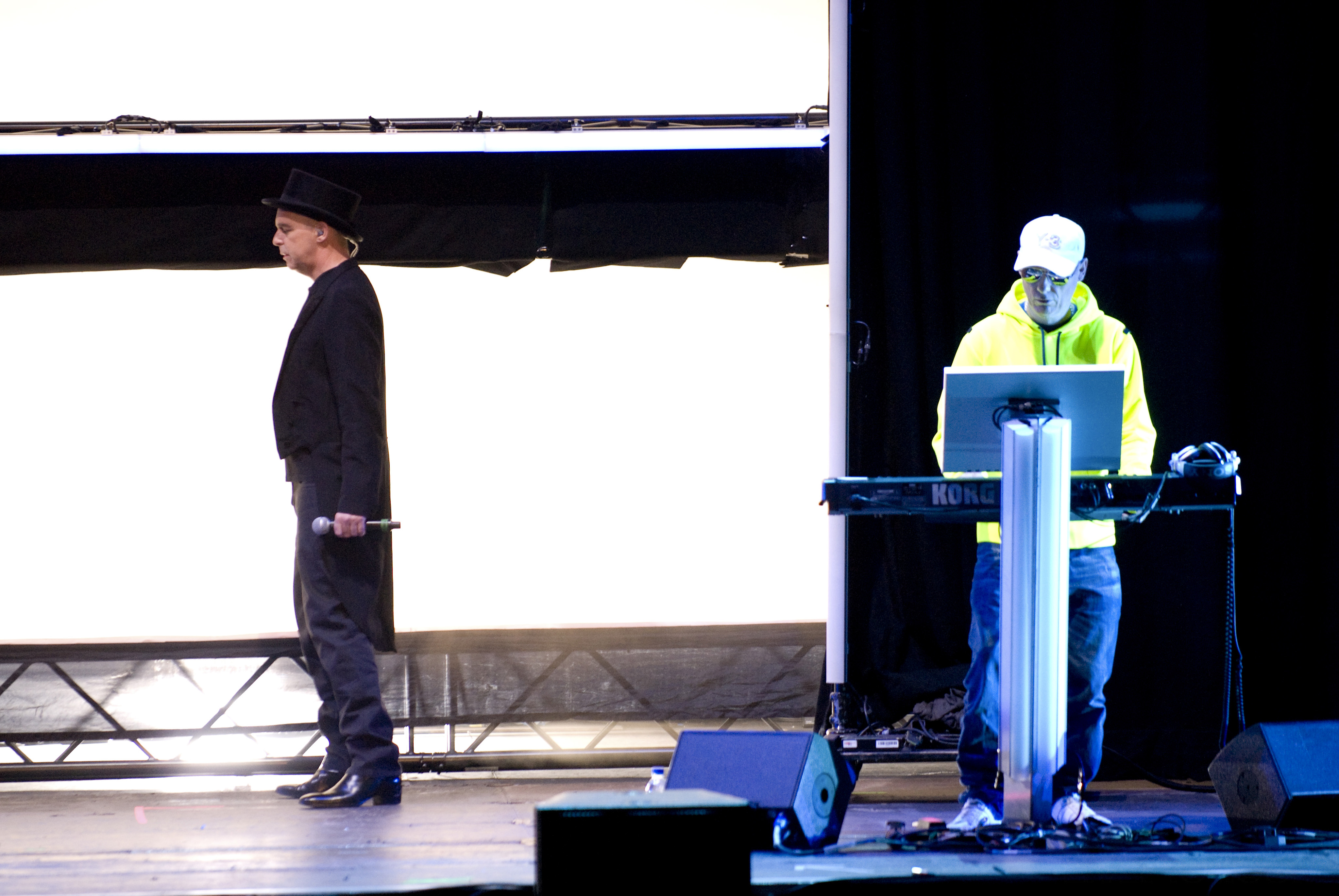
2007年

1981年に、ミュージシャン兼雑誌記者のニール・テナントと、当時学生だったクリス・ロウの2人が出会って結成された。楽器屋で2人同時に同じキーボードに手を出したことにより運命的なものを強く感じたとのこと。デビュー当初のユニット名は「ウエストエンド」、その後、共通の友人がペットショップで働いていたことから現在の名前に改名した。
1984年にエピックからシングル『ウエスト・エンド・ガールズ』でデビューしたが、この時は売れず散々な結果であった。1985年にパーロフォンに移籍後、2曲目としてリリースした「ウエスト・エンド・ガールズ」のポップ・アレンジ・バージョンが大ヒット、全世界で約150万枚を売り上げて一躍有名になった。この曲は、日本でスズキ・カルタスGT-iのCMソングに使われた。翌年にはファースト・アルバム『ウエスト・エンド・ガールズ』を発売し、全英3位とこれもまた大ヒット。その後も現在に至るまで数々のヒット曲を提供し続けている。
1987年には、ニール自身の体験が基になっている宗教的な曲「哀しみの天使 (It's a Sin)」や、ブレンダ・リーのカヴァーである「オールウェイズ・オン・マイ・マインド」が全英1位となった。ちなみに後者は彼らのUKにおける唯一のクリスマスNo.1ソングである。また同年にはニールがファンであるダスティ・スプリングフィールドと「とどかぬ想い」でデュエットした。1989年には初のワールド・ツアーを行い、以降も精力的に活動している。
基本的に歌詞はニール、メロディーラインはクリスが作成している。クリアなウィスパーボイスのボーカルと流れるようなシンセポップが特徴で、ダンスミュージックとして高く評価されている。また前衛映画の製作も行っており、ミュージックビデオやライブでの演出にもその映像的センスが見られる。
ポップな曲調でありながら歌詞やテーマに社会的事象への風刺を取り入れることも多く、前述の「哀しみの天使」や、1991年のソビエト連邦の崩壊にインスピレーションを受けミュージックビデオで社会主義リアリズム的をカリカチュアライズした「ゴー・ウエスト」が有名。
U2の「ホエア・ザ・ストリーツ・ハヴ・ノー・ネイム」をHi-NRG調にした上で、ボーイズ・タウン・ギャングがカヴァーした「君の瞳に恋してる」とのメドレーにするなど、その発想力が注目を集めることも多い（なお、このカヴァーを聴いたU2が激怒し、両者の関係が悪い時期があったが、その後和解したという）。2013年発売のアルバムではブルース・スプリングスティーンの「The Last to Die」をディスコカバーしている。
ボーカルのニール・テナントは、ゲイであることを1994年にカミングアウトしている。前述のヒット曲「ゴー・ウエスト」の原曲は、メンバーに2名のゲイを含みながらもまだ同性愛に寛容でなかったニューヨークを活動拠点としていた1970年代の音楽グループ、ヴィレッジ・ピープルが、ゲイのメッカである（西方にある）サンフランシスコへの憧れを歌った曲であるほか、ペット・ショップ・ボーイズのライブ・パフォーマンス自体にもゲイ的な表現が目立つ。ニールのカミングアウトについては、ゲイを公言している元ブロンスキ・ビート、コミュナーズのジミー・ソマーヴィルが、イギリスのマスコミに「彼らはゲイのくせにそれを言わずにいい子ぶりやがって!」と発言し、それが流布したことからカミングアウトせざるを得なかったとも言われている。
2003年には、ベスト盤『ポップアート』を発表。その中の1曲「フランボヤント」のミュージック・ビデオには『欽ちゃんの仮装大賞』など日本の映像が使われ、話題を呼んだ。
2009年にブリット・アワードの生涯功労賞を受賞した。
2013年、長年在籍していたパーロフォンからコバルト・レーベル・サービスに移籍。同年6月に移籍後初となるオリジナル・アルバム『エレクトリック』を発売。

## 他のプロジェクト
- ニール・テナント - バーナード・サムナー（ニュー・オーダーのボーカル）と、ジョニー・マー（元ザ・スミスのギタリスト）からなるグループである「エレクトロニック」にボーカルとして参加。

## メンバー
- ニール・テナント (Neil Tennant、1954年7月10日（71歳） - ) - ボーカル

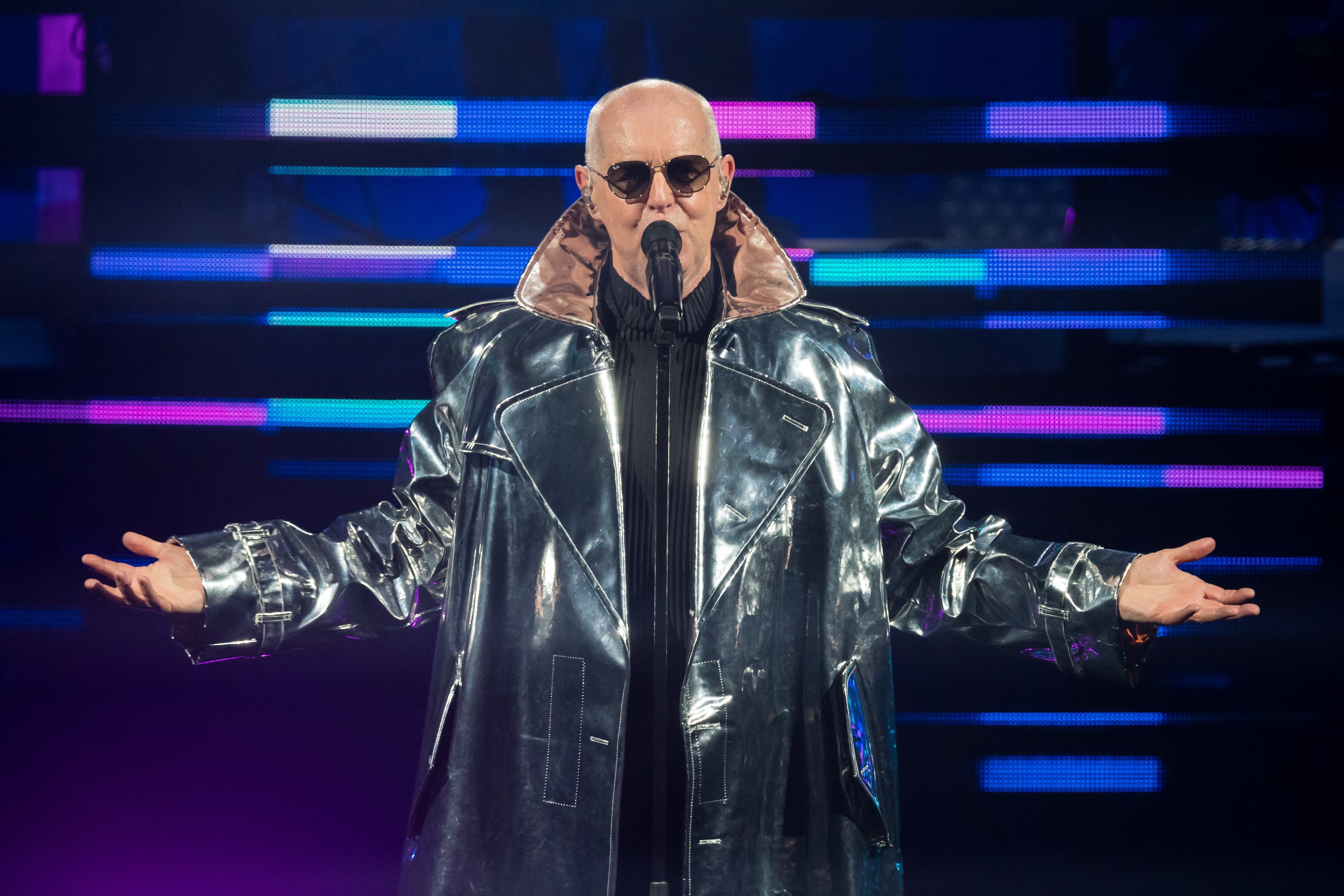
ニール・テナント

- クリス・ロウ (Chris Lowe、1959年10月4日（65歳） - ) - キーボード

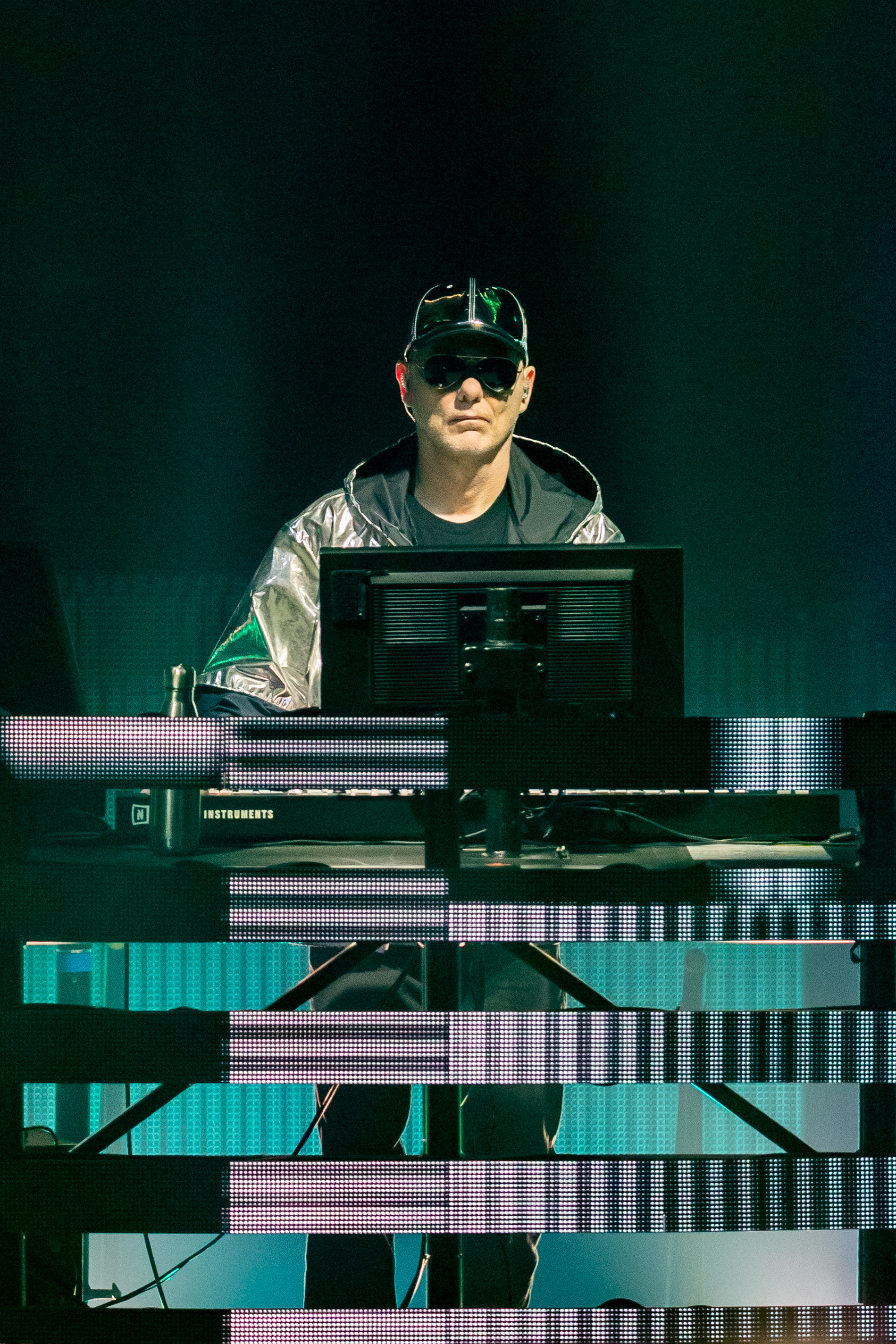
クリス・ロウ

## ディスコグラフィ

### スタジオ・アルバム
- 『ウエスト・エンド・ガールズ』 - Please (1986年)
- 『哀しみの天使』 - Actually (1987年)
- 『イントロスペクティヴ』 - Introspective (1988年)
- 『ビヘイヴィアー：薔薇の旋律』 - Behaviour (1990年)
- 『ヴェリー』 - Very (1993年)
- 『バイリンガル』 - Bilingual (1996年)
- 『ナイトライフ』 - Nightlife (1999年)
- 『リリース』 - Release (2002年)
- 『ファンダメンタル』 - Fundamental (2006年)
- 『イエス』 - Yes (2009年)
- 『エリシオン〜理想郷〜』 - Elysium (2012年)
- 『エレクトリック』 - Electric (2013年)
- 『スーパー』 - Super (2016年)
- 『ホットスポット』 - Hotspot (2020年)
- 『ナンザレス』 - Nonetheless (2024年)

## 日本公演
- 1989年 - MCMLXXXIX Tour
  - 7月4日・5日・6日 - 日本武道館（東京）
  - 7月8日 - 大阪城ホール（大阪）
  - 7月9日 - レインボーホール（愛知）

- 1991年 - Performance Tour
  - 3月11日 - 代々木体育館（東京）
  - 3月12日 - 大阪城ホール（大阪）
  - 3月14日 - 横浜文化体育館（神奈川）
  - 3月15日 - 日本武道館（東京）

- 2000年 - Summer Tour 2000
  - 6月14日 - パシフィコ横浜（神奈川）
  - 6月16日・17日 - 東京国際フォーラム（東京）
  - 6月19日・20日 - Zepp Osaka（大阪）
  - 6月21日 - Zepp Fukuoka（福岡）

- 2002年 - Fuji Rock Festival 02
  - 7月27日 - 苗場スキー場地区 Green stage（新潟）

- 2007年 - SUMMERSONIC 07
  - 8月11日 - 舞洲サマーソニック特設会場（大阪）
  - 8月12日 - 幕張メッセ（千葉）

- 2013年 - SONICMANIA 13
  - 8月9日 - 幕張メッセ（千葉）

- 2013年 - SUMMERSONIC 13
  - 8月11日 - 幕張メッセ（千葉）

- 2019年 - The Super Tour
  - 4月1日 - 日本武道館（東京）
  - 4月2日 - フェスティバルホール（大阪）

## プロデュース
- ロビー・ウィリアムズ - She's Madonna
- エイス・ワンダー
- カイリー・ミノーグ
- ダスティ・スプリングフィールド - What Have I Done To Deserve This?（邦題：「とどかぬ想い」）
- ボーイ・ジョージ - The Crying Game（映画クライング・ゲーム主題歌）
- ライザ・ミネリ - ルージング・マイ・マインド
- マドンナ
- レディー・ガガ
- ガールズ・アラウド
- デヴィッド・ボウイ（1996年のシングル曲「Hallo Spaceboy」のリミックスを担当）